# Муратча
Муратча (тур. Muratça) је насељено место у округу Инхисар у вилајету Билеџик, Турска. Према попису из 2020. било је 22 становника.
Муратчу настањују Бошњаци, чији су се преци доселили после 1915. године из Санџака. До геноцида над Јерменима у Муратчи је живело јерменско становништво.